# Gonapodya
Gonapodya är ett släkte av svampar. Gonapodya ingår i familjen Gonapodyaceae, ordningen Monoblepharidales, klassen Monoblepharidomycetes, divisionen pisksvampar och riket svampar.
|           | Monoblepharella                                                              |
|           |                                                                              |
| Gonapodya | \| \| Gonapodya polymorpha \| \| \| \| \| \| Gonapodya prolifera \| \| \| \| |
|           | \| \| Gonapodya polymorpha \| \| \| \| \| \| Gonapodya prolifera \| \| \| \| |
|           | Gonapodya polymorpha                                                         |
|           |                                                                              |
|           | Gonapodya prolifera                                                          |
|           |                                                                              |

|  | Gonapodya polymorpha |
|  |                      |
|  | Gonapodya prolifera  |
|  |                      |